# 克里措湖

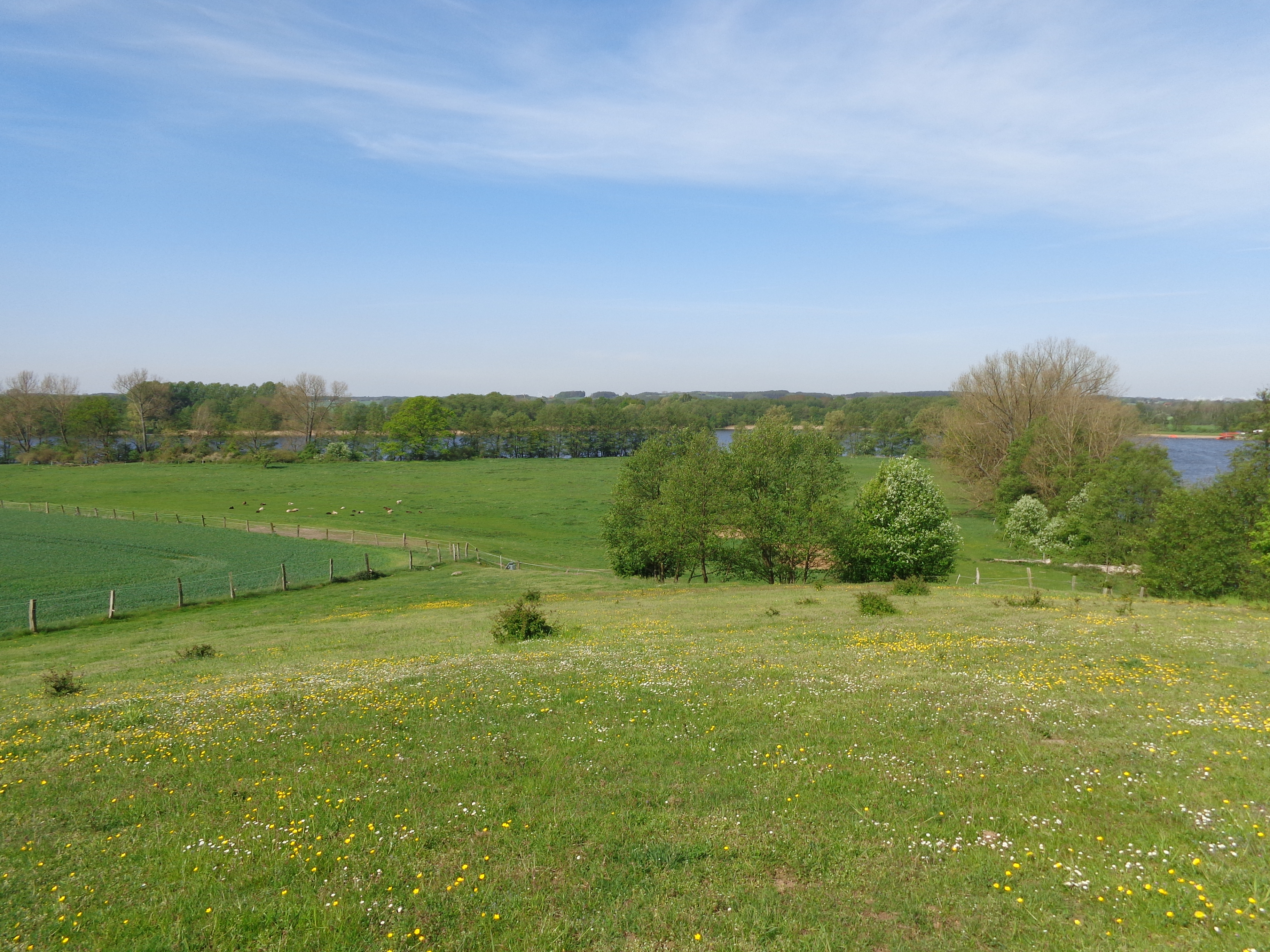

克里措湖（德語：Kritzower See），是德國的湖泊，位於該國東北部，由梅克倫堡-前波美拉尼亞州負責管轄，處於路德維希斯盧斯特-帕爾希姆縣，長2.8公里、寬0.8公里，面積0.63平方公里，海拔高度60米，最大水深10米。
53°26′58.65″N 12°8′8.16″E / 53.4496250°N 12.1356000°E